# اکسل پروهولی
اکسل پروهولی (انگلیسی: Axel Prohouly؛ زادهٔ ۳۰ ژوئن ۱۹۹۷) بازیکن فوتبال است.
وی همچنین در تیم‌های ملی فوتبال France national under-16 football team و زیر ۱۹ سال فرانسه بازی کرده‌است.